# كاسر الجوز الجميل

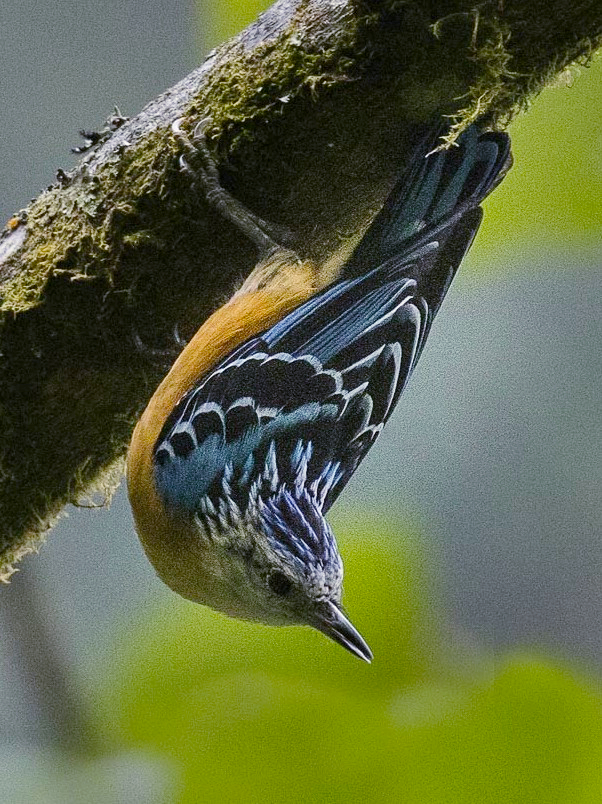
خازن البندق الجميل

كاسر الجوز الجميل (الاسم العلمي: Sitta formosa) هو من فصيلة الطيور خازنات البندق،و ينتشر بكثرة في شمال شرق الهند وبورما ومحليًا في جنوب الصين وشمال شرق آسيا.

## المواصفات
الطول 16.5 سم (6.5 بوصة)، الظهر أسود بتقليم أبيض، الجزء الأعلى من الظهر والردف والأكتاف أزرق لامع، الجزء الأسفل من الجسم برتقالي قاتم والوجه مصفر.